# Stanisław Grzywnowicz
Stanisław Grzywnowicz (ur. 1894 w Budzyniu koło Miechowa, zm. 4 lutego 1966 w Krakowie), nauczyciel polski, organizator tajnego nauczania w rodzinnym Budzyniu w latach okupacji hitlerowskiej.
Pochodził z wielodzietnej rodziny chłopskiej, był dwunastym (czwartym, najmłodszym synem) z czternaściorga dzieci Marcina (1854-1921) i Elżbiety z Sewerynów (1856-1914). Rodzina należała do najzamożniejszych we wsi, Grzywnowiczowie dbali o edukację dzieci (wszystkie, które dożyły wieku dojrzałego, nabyły umiejętność czytania i pisania), a dwóch najmłodszych synów zamierzali wykształcić na księży, co ostatecznie nie nastąpiło. 
Stanisław Grzywnowicz uczęszczał początkowo do prowadzonej w języku rosyjskim szkoły powszechnej w Wierzchowisku, gdzie był wzorowym, wyróżniającym się uczniem. W 1908 wysłany został na dalszą naukę do Zakładu Księży Salezjanów w Oświęcimiu. Uzyskał tam maturę i odbył nowicjat, po czym wstąpił do Diecezjalnego Seminarium Duchownego we Lwowie. W ramach nauki seminaryjnej kształcił się w Salezjańskiej Szkole Organistowskiej w Przemyślu (1916) i na Wydziale Teologicznym Uniwersytetu Lwowskiego (1918). Studiował ponadto na tym uniwersytecie filologię klasyczną. Na pewien czas przerwał naukę i ochotniczo uczestniczył w walkach z Rosjanami. U schyłku nauki przygotowującej do kapłaństwa Grzywnowicz nabrał wątpliwości co do słuszności wyboru drogi życiowej i ostatecznie święceń nie przyjął, na co nie bez wpływu pozostały śmierć ojca (29 listopada 1921) oraz arcybiskupa Józefa Bilczewskiego (20 marca 1923), z którym kleryk czuł się blisko związany. 
Po wystąpieniu z seminarium Grzywnowicz opuścił Lwów i przeniósł się do Wilna, gdzie uzyskał dyplom magistra filologii klasycznej. Wkrótce podjął pracę jako nauczyciel gimnazjalny w Święcianach, potem w Grodnie. W połowie lat 20. zawarł związek małżeński z Felicją Nałęcz-Dylkiewiczówną, pochodzącą z zubożałej litewskiej rodziny hrabiowskiej. Po kilkuletniej pracy w Grodnie przeniósł się do Rybnika i w miejscowym Gimnazjum i Liceum uczył łaciny, greki oraz historii. W szkole rybnickiej miał okazję pracować wspólnie z mężem młodszej siostry żony, Innocentym Liburą.
We wrześniu 1939 opuścił Rybnik wraz z dwoma siostrzeńcami, z zamiarem dołączenia do polskich wojsk, a potem do partyzantki. Nie udało mu się zrealizować tego planu i powrócił na krótko do Rybnika, by zabrać rzeczy niezbędne najbliższej rodzinie, która znalazła schronienie w Swojczanach na ziemi miechowskiej. W Rybniku został aresztowany przez hitlerowców. Wysłany do obozu koncentracyjnego Dachau, spędził tam półtora roku, w tym dwie kolejne zimy. Będącego w stanie skrajnego wyczerpania uratowała interwencja żony, która odnalazła w Berlinie wysoko ustosunkowanego dawnego ucznia Grzywnowicza. Pozwoliło to na uzyskanie zwolnienia z obozu.
Grzywnowicz, po okresie rekonwalescencji, przystąpił w rodzinnym Budzyniu do organizowania tajnego nauczania. Prowadził je w dwóch grupach na poziomie klas V-VII szkoły powszechnej oraz czterech pierwszych klas gimnazjalnych, zgodnie z przedwojennymi programami nauczania. Sam zdobywał dla uczniów podręczniki i lektury, a do lekcji udostępnił swoje mieszkanie. Mimo humanistycznych zainteresowań, prowadził zajęcia z wszystkich przedmiotów: religii, polskiego, łaciny, niemieckiego, historii, przyrody, matematyki, chemii, fizyki; do tych ostatnich lekcji musiał się szczególnie przygotowywać i dokształcać. Obdarzony zdolnościami językowymi, pozaprogramowo prowadził zajęcia z angielskiego, francuskiego i greki. Ryzyko tajnego nauczania podnosiła dodatkowo działalność żony Grzywnowicza, która pod pseudonimem Litwinka uczestniczyła w konspiracji akowskiej, m.in. organizując schronienie dla śląskich uciekinierów przed wcieleniami do Wehrmachtu.
Z lekcji w latach okupacji u Stanisława Grzywnowicza korzystało ponad 20 uczniów. Większość z nich po wojnie pokończyła wyższe studia, część podjęła pracę naukową, dwóch uczniów zostało księżmi. Kilkoro uczniów było spokrewnionych bądź spowinowaconych z Grzywnowiczem, np. siostrzeniec żony Zbigniew Libura (syn Innocentego) czy siostrzenica samego nauczyciela Felicja Mikuła (potem po mężu Pluta). Z uczniów Grzywnowicza warto wymienić Edwarda Szwagrzyka, docenta doktora habilitowanego neurochirurgii; Zofię Grzywnowicz-Gazdę, bratanicę Stanisława Grzywnowicza, doktora inżyniera nauk rolniczych, pracownika naukowego Wydziału Rolniczego Akademii Rolniczej w Krakowie; Zbigniewa Żaka, profesora biochemii na Uniwersytecie Jagiellońskim; ks. Piotra Stanisława Kycia, rektora seminarium franciszkanów, doktora nauk biologicznych, wykładowcę Katolickiego Uniwersytetu Lubelskiego; Jana Pielkę, profesora ochrony roślin na Akademii Rolniczej w Krakowie.
Po wojnie Grzywnowicz powrócił do oficjalnej pracy w zawodzie nauczyciela. Początkowo uczył w gimnazjum w Mysłowicach. W obawie przed aresztowaniem żony, której związkami z Armią Krajową interesował się miejscowy Urząd Bezpieczeństwa, Grzywnowicz przeniósł się do Szczyrzyca koło Limanowej i podjął współpracę z miejscowymi cystersami. Został nauczycielem gimnazjum prowadzonego przez cystersów (uczył historii, łaciny i nowożytnych języków obcych), a po pewnym czasie – dyrektorem tej szkoły. Po likwidacji szkoły w 1955 pracował w bibliotece i muzeum klasztoru cystersów, a w miesiącach wakacyjnych współpracował z biblioteką i muzeum miejskim w odległym Wolinie, poszukując śladów Słowian i Polaków na ziemi pomorskiej. Pracując w instytucjach kultury i nauki pogłębiał także własną wiedzę z historii chrześcijaństwa, zawartości Biblii, religioznawstwa.
U schyłku lat 50. Grzywnowicz z żoną zamieszkał ponownie w Rybniku. Żona zapadła niebawem na chorobę nowotworową, a rodzina żony uzyskała zgodę lekarzy na umieszczenie Grzywnowicza w zamkniętym zakładzie psychiatrycznym. Prawdopodobnie jako pretekst wykorzystano zwyczaj pouczania obcych ludzi na ulicy o szkodliwości palenia tytoniu (w czasie takich pogadanek nauczyciel potrafił wygrażać rozmówcy laską). Grzywnowiczowi nie pozwolono pojechać na pogrzeb żony, poddano także terapii elektrowstrząsami. Po interwencji Innocentego Libury oraz sióstr Stanisława Grzywnowicza uzyskano jego zwolnienie z zakładu, wraz z potwierdzeniem, iż poprzednia decyzja o konieczności leczenia w zamkniętej placówce była błędna.
Ostatnie lata życia Grzywnowicz spędził u siostrzenicy Felicji Pluty w Krakowie. Kończył tam prace nad swoim wieloletnim dziełem, kalendarzem imion polskich, który udało mu się wydać własnym nakładem w formie skryptu. Będąc nadal osobą głęboko religijną, jako wdowiec rozważał powrót do planów młodzieńczych i przyjęcie święceń kapłańskich, ale ostatecznie po rozmowach w kieleckiej kurii biskupiej wycofał się z tego zamiaru. Prowadził natomiast korespondencję, a w zasadzie indagował listownie, rzadko otrzymując odpowiedzi, najwyższe władze kościelne, postulując wprowadzenie do liturgii języków narodowych i podjęcie ekumenicznego dialogu z innymi religiami. Pisał o tym m.in. do prymasa Stefana Wyszyńskiego i do Stolicy Apostolskiej. Z kolei w sprawie obrony języka polskiego przed obcymi naleciałościami, a także wzmożenia dbałości o poprawność językową, próbował wzbudzić zainteresowanie władz państwowych, w tym premiera Cyrankiewicza.
Na kilka miesięcy przed śmiercią tracił pamięć. Zmarł po chorobie miażdżycowej 4 lutego 1966, pochowany został na cmentarzu Rakowickim w Krakowie. Z małżeństwa z Felicją Nałęcz-Dylkiewiczówną dzieci nie miał.
W kościele w Porębie Górnej, parafii urodzenia Grzywnowicza, odsłonięto tablicę pamiątkową na jego cześć.